# Château de Latoue
Le château de Latoue ou de Latour est un château français situé sur la commune de Latoue dans le département de la Haute-Garonne, en région Occitanie.

## Historique de l’architecture

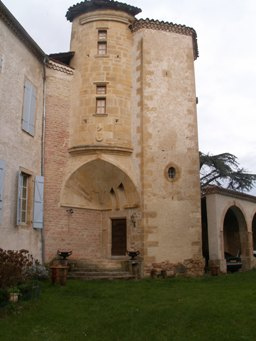
Entrée du château de Latoue.

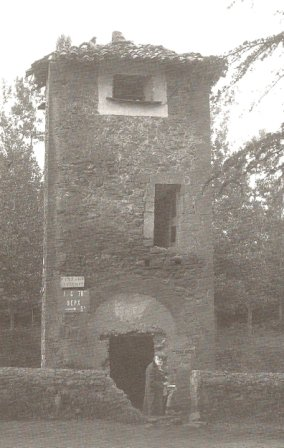
Tour-porte, Maurice Gourdon pris en photo par Norbert Casteret en juin 1931.

### État 1 / Première moitié auXIIesiècle
Vers 1140, arrivée, depuis Muret, de Gaucerannus de Turre, pour chasement comtal – le comte Bernard 1er de Comminges – : des 22/24e de Latoue (francisation tardive de Lato, Lator ou Latou en gascon, signifiant Latour), dont, au nord à un kilomètre, l’ancien domaine, au nom gallo-romain de Floran, où est aussi élevée une tour de défense. 
L’ensemble en forme d’ellipse comprenait  à l’intérieur d’une enceinte :
- Tour de 5 m x 5 m en parement de pierre rouges(1) sur 15 mètres de hauteur, bâtie sur un important affleurement de rocher calcaire parallèle à la Noue, avec entrée suspendue par porte romane à  gorge à 6 mètres à l’ouest par échelle de bois escamotable (type Génos). Epaisseur d’1 m environ à la base.
- (1) Carrière de pierres au lieu-dit la Goute au nord-est de Latoue,  le long de la route d’Aulon.
- Salle basse aveugle, ou cellier, et deux étages au-dessus du niveau d’accès, le 1er en pierre, le second en bois, et plate-forme sommitale destinée à la guette. Enceinte de 6 mètres de hauteur dans le sens nord-sud avec courtines en parement de pierres blanches et poterne romane à arc en plein cintre dans l’angle sud-est du mur d’enceinte. Chemin de ronde et créneaux (type Tramesaygues).
- Cour attenante au sud, avec porte romane au sud-est, très bien ouvragée, d’une surface correspondant à l’habitation édifiée au XVIIIe siècle. Trace d’une chicane ayant existé pour la protection de la porte, à l’intérieur de l’ancien rempart, lui-même subsistant, en partie ruiné.
- Chapelle castrale Saint-Sernin (vocable sans doute importé du castellum de Muret), devenue église paroissiale orientée, appuyée sur le rempart nord, [avec porte basse d’accès de l’intérieur du château par la chemise nord du donjon ?].

### État 2 / Premier quart duXIIIesiècle
- L’ancienne tour devient premier accès d’un ensemble agrandi, et abrite désormais les communs.
- Édification d’une tour de 10,50 m x 9,50 m en parement de pierres rouges, à la base avec réutilisation du mur sud du donjon précédent en tant que nouveau mur nord intégrant une porte romane suspendue à 6 mètres (avec vraisemblable réemploi de l’arc roman à gorge du donjon précédent), accessible par échelle escamotable de bois. Epaisseur de 2,30 m à la base.
- Salle basse aveugle, ou cellier, posée sur le rocher, de 6 m de haut environ, voûtée en berceau, uniquement accessible, par une trappe située à proximité du mur ouest du donjon, depuis l’étage d’accès, par une échelle en bois bloquée au sol par un calage maçonné dans le rocher.
- Niveau d’accès servant  et de salle de garde avec grande cheminée de pierre au sud (l’arc subsiste), non loin de l’angle sud-ouest.
- Au-dessus, étage résidentiel débordant sur corbeaux de bois (dont subsistent deux témoins), en brique et colombages avec fenestrons, cheminée au sud et latrines à l’est. Guette sommitale.
- Chapelle castrale Saint-Sernin orientée, devenue église paroissiale, démolie dans les années 1850, appuyée sur le rempart nord ouest, toujours en place, arasé.
- Chemise enveloppante de 6 mètres de hauteur en murs de parements de pierres blanches.
- Doublement, plus bas, du mur d’enceinte : vestiges du côté sud-ouest du site.
- Tour ronde dite « tour de ville » à l’ouest faisant face à la route venant de l’ouest et longeant alors la Noue, servant possiblement de tour-porte avec herse mobile donnant accès, à droite aux écuries situées au pied sud du donjon par une large porte romane dans la courtine ouest et à gauche à la porte d’accès suspendue.
- On relève dans la grange de la métairie, immédiatement au sud, des traces d’un autre ouvrage  de défense.
- En contrebas, tour-porte, à péage, de 8 à 10 mètres de hauteur, 3,50 mètres de largeur, avec pont sur la Noue, démolie en 1973 pour la déviation de la route et le nouveau pont. Dans le mur nord, face à la route d’Aulon, une pierre blasonnée aux armes des comtes de Comminges : « D’argent à la croix pattée de gueules » rappelant les armes du Temple, et Latour « D’azur à la tour d’argent accostée de deux rochers d’or » avec une deuxième tour figurée, représentant vraisemblablement le donjon de Floran.

Le castrum de Turre est mentionné dans un acte de 1304.
Vers 1440, lors d’une guerre locale sur le Comminges entre Armagnac et Foix-Béarn, autre Gaucerandus de Turre, ayant pris parti pour Foix-Béarn (capitaine du château de Montpezat), le castrum est ravagé par les Armagnacs, et reste ensuite inhabité durant plus d’un siècle. La salle basse du donjon sert alors de prison aux justiciables (justice rendue au nom des coseigneurs par les consuls du lieu, exécution par le bayle).

### État 3 /XVIesiècle
- Sous le roi François Ier, accolée au mur est du donjon, construction d’une tour fortifiée, de forme hexagonale, dominant d’un étage le donjon, avec protection par mâchicoulis de la porte d’entrée (type Cierp), à linteau plat chanfreiné. C’est la fin du « tout échelle », la tour apportant le confort d’un escalier à vis, en pierre, desservant les deux étages (quand cet escalier connaîtra au XIXe siècle divers désordres, sa vis sera prise dans une maçonnerie circulaire sur toute sa hauteur). Les nouvelles latrines sont prises dans le mur nord de la salle basse, le mur attenant à la tour étant lui-même percé d’une ouverture ; cette salle basse est par ailleurs coupée dans sa hauteur par un plancher constituant un premier niveau accessible depuis la tour, tandis qu’une petite fenêtre chanfreinée est percée dans le mur sud-ouest. Les deux autres niveaux supérieurs sont aussi rendus accessibles.
- Au début des années 1580, après récente réoccupation de l’ancien castrum, prise entre l’ancien donjon XIIIe et le pan sud de la tour, édification d’une trompe d’angle surmontée de sa tourelle ; les plans sont dus probablement à l’architecte toulousain Dominique Bachelier ; c’est, en pleine campagne, un ouvrage Renaissance, fort réussi dans son ampleur, comme l’on en rencontre habituellement dans des cités comme Toulouse, Castres ou Albi. La sécurité, qui reste primordiale, est néanmoins observée par un assommoir aménagé à travers la trompe : la qualité de la stéréotomie fait penser qu’on est en présence d’une œuvre des compagnons bâtisseurs.

### État 4 /XVIIIesiècle
- Au XVIIIe siècle, le dernier étage en bois du donjon du début du XIIIe siècle est arasé, de même que le dernier étage de la tour, lorsque est édifié, sur la cour moyenâgeuse attenante, une nouvelle habitation accolée au donjon ; le niveau de base d’origine se trouve surmonté de deux niveaux, le premier de ces niveaux étant desservi sur terrain pentu par une porte en position centrale, du côté est ; l’ensemble est en effet bordé par un terrain en pente depuis l’ensemble tour – donjon en surplomb. À la fin du siècle, la cuisine est installée dans l’ancienne salle basse : une cheminée est construite contre son mur sud-ouest, tandis qu’une ouverture est pratiquée dans le même mur vers les nouvelles pièces d’habitation sud ; une fenêtre est ouverte côté nord-ouest.
- Dans la première moitié du XIXe siècle, le terrain attenant à l’est est aplani ; le pied de la tour XVIe est alors déchaussé, cinq marches extérieures venant desservir la porte. L’ouverture de la construction du XVIIIe est desservie par un perron avec un double escalier. À l’extérieur est, est planté un magnolia ; et, en arc de cercle, du côté ouest, ce sont quatorze cèdres de l’Atlas qui sont plantés vers les années 1850, atteignant de nos jours des hauteurs de l’ordre de 25 mètres. Les premiers remparts ceinturant la construction ont été en partie arasés, les ouvrages qui les complétaient à l’est, ont disparu, à l’exception d’un vestige ruiné.
- Au XXe siècle, en 1971-1972, la façade sud formant ventre et très lézardée, faisait courir des risques d’effondrement sur la métairie en contrebas : deux ceintures bétonnées prenant appui sur cinq contreforts, deux du côté ouest, trois du côté sud, ont permis la sécurisation du site.

L’ensemble des façades et des toitures a fait l’objet d’une inscription à l’Inventaire supplémentaire des Monuments historiques le 25 juillet 1979. Le site accueille des manifestations culturelles telles que concerts et expositions.